# Veddinge
Veddinge ist ein kleines Dorf an der Westküste der dänischen Insel Seeland. 
Das Dorf gehört zur Gemeinde Odsherred. Nordwestlich erstreckt sich die Küste der zum Kattegat gehörenden Sejerø-Bucht. Nördlich liegen die Dörfer Veddinge Bakker und Veddinge Strand.
Das Dorf zählt weniger als 200 Einwohner und gehört zur Kirchspielsgemeinde Fårevejle Sogn. Veddinge war über lange Zeit Schulstandort. Von 1970 bis 1991 bestand hier auch die Observationsskolen i Veddinge.
Im Dorfzentrum befindet sich ein Gedenkstein für den Gutspächter und Amtsvogt Hendrik Larsen (1796–1870), der von 1835 bis 1840 Ständedeputierter in Roskilde war. In Veddinge lebte auch der Parlamentarier, Musiker und Landwirt Jens Rasmussen (1822–1890).

## Weblinks

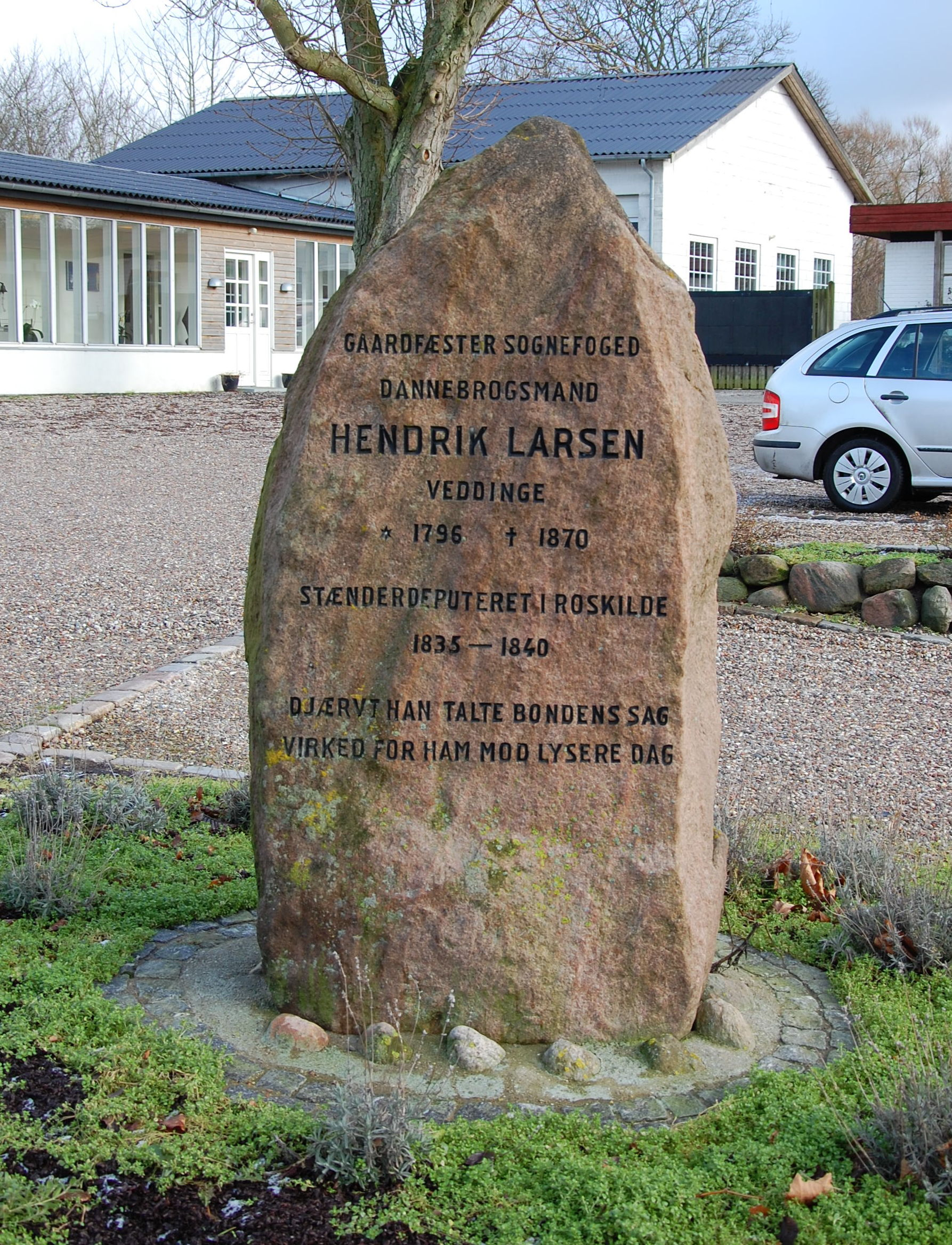
Gedenkstein für Hendrik Larsen